# Shelter
Shelter var ett amerikanskt hardcoreband, bildat 1990 i New York av Ray Cappo. Shelters texter har ofta religiösa inslag (Hare Krishna). Bandet räknas som ett av 1990-talets största hardcoreband.

## Biografi
Shelter bildades 1990 i New York av Ray Cappo. Cappo hade tidigare varit vokalist i bandet Youth of Today, men där känt sig otillfredsställd. Han började en andlig resa och under en visit i Indien kom han i kontakt med Hare Krishna-rörelsen, vars idéer och tankar han anammade. Han beslutade sig för att göra en skiva för att predika dessa idéer, vilken kom att bli Shelters debutalbum Perfection of Desire, utgivet 1990 på Revelation Records. På skivan medverkade Ray Cappo (sång), Dave Dicenso (bas), Tom Capone (gitarr) och Todd Knapp (gitarr).
Perfection of Desires musikaliska stil skiljde sig från skivorna Cappo gjort med Youth of Today. Från att ha skrikit fram sången började han nu sjunga mer melodiskt. Textmässigt låg Hare Krishnas i fokus, men innehöll även politiska budskap. Skivans tionde och sista spår är en sexton minuter lång intervju med en Krishnalärare och handlar om religionens budskap. Perfection of Desire bidrog till att pånyttföda intresset för Hare Krishna inom hardcorerörelsen.
I anslutning till skivan gav sig bandet ut på turné tillsammans med Inside Out. Under turnén övertalade Cappo Inside Outs gitarrist Vic Dicara att gå över till Shelter. Dicara var också en hängiven anghängare av Hare Krishna-rörelsen och delade Cappos syfte att via musiken sprida religions budskap. Tillsammans gav de ut singeln No Compromise på Cappos nystartade skivbolag Equal Vision Records.
Dicaras tid i bandet kom att bli kortvarig. Efter singeln In Defense of Reality (1991, Equal Vision) lämnade han bandet och bildade istället 108. Istället anlitade Cappo den forne bandkollegan i Youth of Today, Ray Porcell, som kom att bli en stadigvarande medlem. 1992 släpptes No Compromise och In Defense of Reality som albumet Quest for Certainty på Equal Vision Records. Skivan innehöll också en 26 minuter lång lektion om Hare Krishnas budskap. Extensivt turnerande i Europa och USA följde och bandet attraherade en stor fanskara.
1993 släppte bandet sin tredje fullängdare Attaining the Supreme på Equal Vision Records. Skivan var bandets mest melodiska ansträngning ditintills. Därefter fick bandet ett kontrakt med Roadrunner Records, som 1995 utgav skivan Mantra. Skivan markerade delvis en tillbakagång till den hardcore som Cappo spelat under sin tid i Youth of Today. Turnéer med Earth Crisis och flera andra band följde.
Som ett försök att göra sig mer kommersiellt attraktiva gav bandet 1997 ut skivan Beyond Planet Earth. På skivan blandade man olika genrer som hardcore, poppunk, industry och ska. Skivan fick ett mycket dåligt mottagande. I anslutning till skivan gav sig bandet ut på runé tillsammans med Goldfinger och No Doubt. Bandet var också inblandat i en allvarlig trafikolycka i när Colorado, USA, där bandets minibuss körde utför ett stup, som en följd av att chauffören somnat. Ingen av bandmedlemmarna omkom, men flera skadades allvarligt.
Efter Beyond Planet Earth gick Roadrunner och bandet skilda vägar, mestadels på grund av bandets skivor sålde för dålig, men också eftersom bandet ansåg att inspelningsbudgeten var för låg. Bandet påbörjade på egen hand inspelningen av det som senare skulle komma att bli When 20 Summers Pass, som gavs ut på Victory Records 2000. Bandets popularitet hade nu dalat kraftigt i USA, men det var fortfarande stort i Sydamerika och delar av Europa. Hare Krishna-rörelsen hade mer eller mindre försvunnit från hardcorescenen och bandet själva hade mer och mer börjat att distansera sig från rörelsen. 2001 utkom bandets sista studioalbum, The Purpose, The Passion, efter vilket bandet upplöstes. 2006 utgavs samlingsalbumet Eternal.

## Diskografi

### Album
- Perfection of Desire (Revelation, 1990)
- Quest for Certainty (Equal Vision/De Milo Records, 1992)
- Attaining the Supreme (Equal Vision, 1993)
- Mantra (Roadrunner, 1995)
- Beyond Planet Earth (Roadrunner, 1997)
- Chanting & Meditations (Krishna Core, 1998)
- When 20 Summers Pass (Victory, 2000)
- The Purpose, The Passion (Supersoul, 2001)
- Eternal (Good Life Recordings, 2006)

### Fotnoter
1. 1 2 3 4 5 6 7 8  Downey, Ryan. ”Shelter”. Allmusic.com. http://www.allmusic.com/artist/shelter-p14237/biography. Läst 29 januari 2012.
2. 1 2  ”Perfection of Desire”. Discogs.com. http://www.discogs.com/Shelter-Perfection-Of-Desire/release/643257. Läst 29 januari 2012.
3. ↑  ”Quest for Certainty”. http://www.discogs.com/Shelter-Quest-For-Certainty/release/2986579. Läst 29 januari 2012.
4. ↑  ”Eternal”. Discogs.com. http://www.discogs.com/Shelter-Eternal/release/2573813. Läst 29 januari 2012.